# Чемпіонство світу серед жінок (WWE)
Чемпіонство світу серед жінок (англ. Women's World Championship), раніше Чемпіонство SmackDown WWE серед жінок — світовий титул федерації професійного реслінгу World Wrestling Entertainment (WWE). Був створений і представлений 23 серпня 2016 року на шоу SmackDown Live, в результаті того, що оригінальний титул Жіночої чемпіонки WWE став тоді ексклюзивом бренду RAW. Наразі належить червоному бренду WWE. Поточний чемпіон — Наомі, котра використала свій контракт Money in the Bank під час титульного бою між володаркою поясу Ійо Скай та Рією Ріплі на шоу Evolution 2025 року.

## Історія
19 липня 2016 року відбулося розділення на бренди, в результаті якого тодішній Чемпіонка WWE Шарлотт Флер була відібрана на бренд Raw, таким чином бренд SmackDown залишився без жіночого чемпіонського титулу. 23 серпня 2016 року у одному з епізодів SmackDown Live, комісар «синього бренду» Шейн МакМен і генеральний менеджер Денієл Браян презентували титул Жіночого чемпіона SmackDown . Перший чемпіон визначився 11 вересня 2016 року на Backlash в шестисторонньому поєдинку на вибування між Алексою Блісс, Беккі Лінч, Кармеллою , Наомі , Наталею і Ніккі Беллою. Переможцем і першою чемпіонкою стала Беккі Лінч.

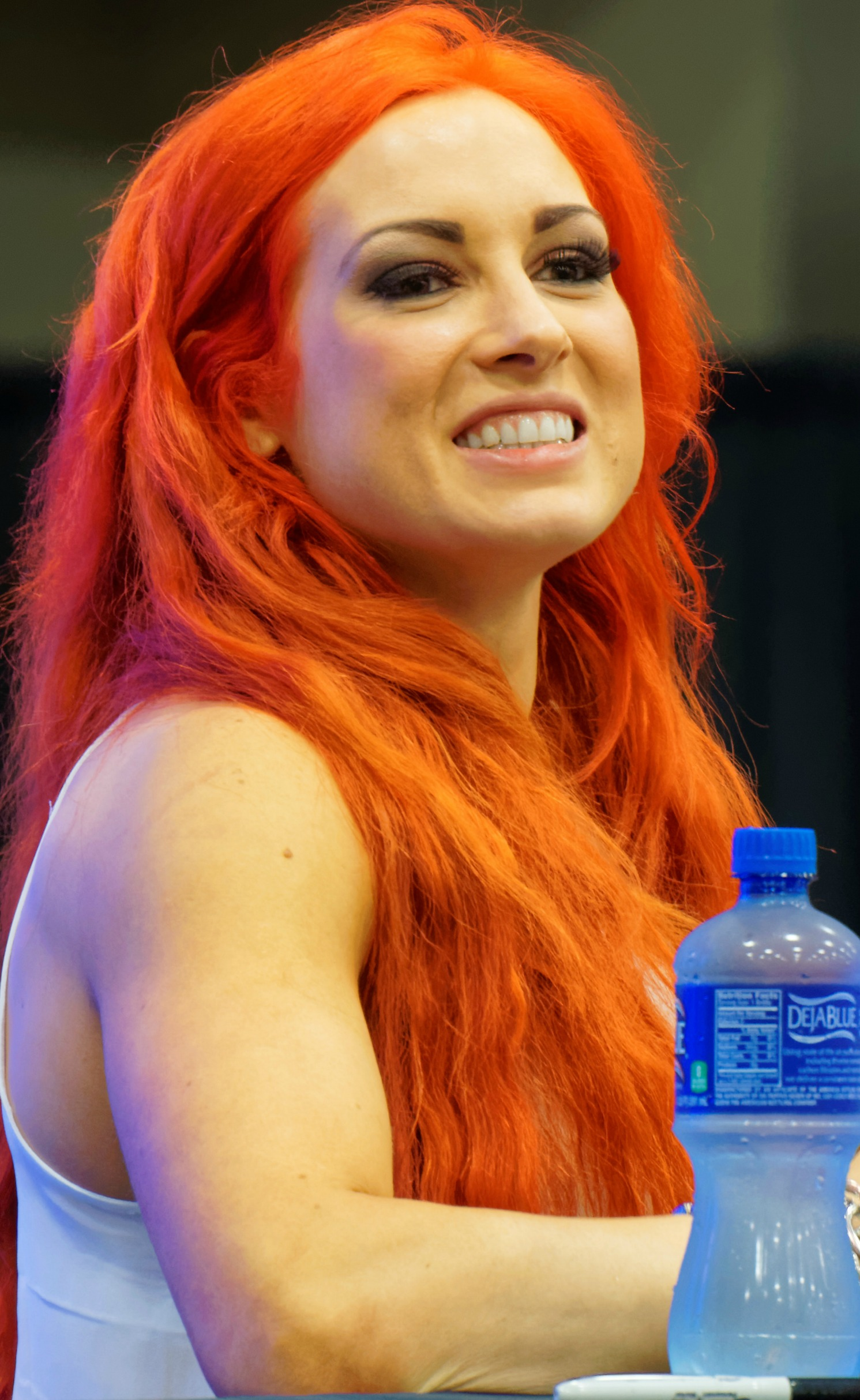
Інавгураційна Чемпіонка SmackDown Беккі Лінч

### Інавгураційний матч чемпіонства
| Вибування  | Реслер       | Вибула через | Метод вибування                                                | Час   |
| ---------- | ------------ | ------------ | -------------------------------------------------------------- | ----- |
| 1          | Алекса Блісс | Наомі        | Не вирвалась після powerbomb/neckbreaker combination з Наталею | 9:38  |
| 2          | Наомі        | Наталія      | Затупотіла від Sharpshooter                                    | 10:52 |
| 3          | Наталія      | Ніккі Белла  | Не вирвалась після Rack Attack 2.0                             | 12:00 |
| 4          | Ніккі Белла  | Кармелла     | Не вирвалась від roll-up                                       | 12:08 |
| 5          | Кармелла     | Беккі Лінч   | Затупотіла від Dis-arm-her                                     | 14:40 |
| Переможець | Беккі Лінч   | Беккі Лінч   | Беккі Лінч                                                     | 14:40 |

## Чемпіони

### Володіння титулом
Поточним чемпіоном є Наомі, що перемогла Ійо Скай та Рію Ріплі під час реалізації свого контракту Money in the Bank на шоу Evolution 13 липня 2025 року.